# Maladera uhligi
Maladera uhligi är en skalbaggsart som beskrevs av Ahrens 2004. Maladera uhligi ingår i släktet Maladera och familjen Melolonthidae. Inga underarter finns listade i Catalogue of Life.